# 萬索科查湖
15°00′49″S 72°51′1.1″W / 15.01361°S 72.850306°W
萬索科查湖（Wansuqucha），是秘魯的湖泊，位於該國南部阿雷基帕大區，由拉烏尼翁省的瓦伊納科塔斯區負責管轄，處於萬蘇山腳，海拔高度4,807米。